# Louis-Marie Grignion de Montfort

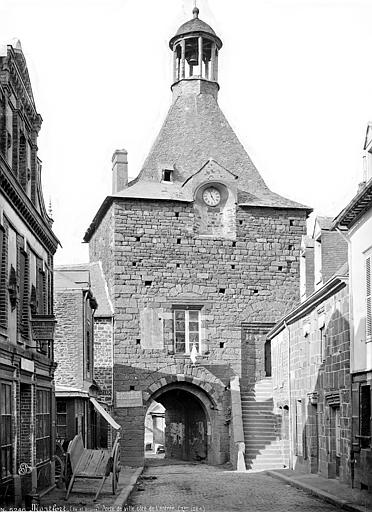
Montfort-sur-Meu, Stadsmuren, 1884

Louis-Marie Grignion de Montfort, född Louis Grignion den 31 januari 1673 i Montfort (idag Montfort-sur-Meu), Frankrike, död 28 april 1716 i Saint-Laurent-sur-Sèvre, var en fransk präst i Romersk-katolska kyrkan som skrev ett flertal teologiska alster, i synnerhet inom mariologi. Han vördas som helgon med festdag den 28 april. Han har föreslagits att bli upphöjd till kyrkolärare.

## Biografi
Louis-Marie Grignion föddes i en liten stad i Bretagne som son till Jean-Baptiste Grignion och Jeanne Robert. Strax efter att han föddes skaffade sig fadern en bondgård i närheten, och han växte därför upp där. Oktober 1684 inskrevs han vid jesuitkollegiet St Thomas Becket i Rennes, där han beslutade sig för att bli predikant. Redan under dessa år uppväcktes Grignions hängivenhet inför Jungfru Maria, och han gjorde sig känd för sitt förbarmande över fattiga. 
Genom välgörare fick han möjlighet att studera vid Saint-Sulpice seminariet, och han reste till Paris år 1693. När han anlände till Paris märkte han att pengarna inte räckte till för att bli inskriven, och det dröjde därför två år innan hans studier kunde påbörjas. År 1700 prästvigdes han, och fick sin första tjänst vid Saint-Clément i Nantes, men begav sig snart till Poitiers där han blev kaplan vid Hôpital Général, ett sjukhus för fattiga. Han fick två kvinnliga följeslagare, Marie-Louise Trichet och Catherine Brunet, vilka grundade Visdomens döttrar, en kontemplativ orden. Med tiden lämnade han sjukhuset, och började predika runt om i Poitier, vilket misshagade biskopen. Louis-Marie begav sig då på pilgrimsfärd till påven i Rom, och kunde återvända därifrån som Clemens XI:s apostoliska missionär. 
Tillbaka till Frankrike, återvände han till Bretagne, och sedan till Nantes. Han blev med tiden mycket framgångsrik; i Pontchateau bildades ett kalvarieberg åt honom av tusen man, men det upplöstes av biskopen. 1705 grundade han orden Maria följeslagare (Compagnie de Marie) vilket är ett missionssällskap. De sista åren av sitt liv ägnade han sig åt att skriva, och drog sig därför undan världen, tills han utförde sitt sista värv, att grunda en avgiftsfri skola i La Rochelle. Han kallade då till sig Marie Louise Trichet och Catherine Brunet, och Visdomens döttrar blev därmed mer fast organiserad. 
I april 1716 befann sig Louis-Marie i Saint-Laurent-sur-Sèvre för att predika, när han den 28 avled. Han begravdes i församlingskyrkan där, och flera mirakler sades ske vid hans grav.
Han saligförklarades år 1888, och helgonförklarades den 20 juli 1947 av Pius XII.

## Teologi och skrifter
Louis-Marie är framför allt känd för sina bidrag till mariologin, och då brukar särskilt hans Traité de la vraie dévotion à la Vierge (Avhandling över den rätta hängivenheten inför jungfrun) och Le secret de Marie (Marias hemligheter) framhållas. L'Amour de la sagesse éternelle är dock hans huvudverk, och där sätter han Mariakulten i sitt teologiska sammanhang. Han har vidare skrivit verk om rosenkransen, hymner och predikningar.
Den mariologi som fastslogs i Lumen Gentium vid Andra Vatikankonciliet, kan i stora drag härledas till honom, och flera påvar som varit några av de mest hängivna Maria, har varit mycket påverkade av hans skrifter. Sedan Johannes Paulus II i Redemptoris Mater skrev att Louis-Marie var ett lämpligt vittne och en vägvisare för dem som sökte sig ett liv i mariologisk andlighet, har det föreslagits att han skall upphöjas till kyrkolärare. Johannes Paulus II tog sitt påvliga valspråk, Totus Tuus, efter Louis-Marie, och företog den 19 september 1996 en pilgrimsfärd till helgonets grav.
Louis-Maries vigningsbön till Maria används ofta av dem som vill överlämna sig själva till Jesus Kristus genom Jungfru Maria:
I närvaro av hela det Himmelska hovet, väljer jag i dag, O Maria, dig till min Moder och Härskarinna. Jag överlämnar och inviger åt dig så som din underdåniga tjänare, min kropp och min själ, mina förmögenheter, såväl inre som yttre, ända till värdet av alla mina goda gärningar, förflutna, nuvarande och tillkommande, då jag nu lämnar dig hel och full rätt, att förfoga över mig och allt mitt, så som du fritt önskar till Guds större förhärligande i tid och evighet. Amen.